# Neolophonotus rudi
Neolophonotus rudi là một loài ruồi trong họ Asilidae. Neolophonotus rudi được Londt miêu tả năm 1988. Loài này phân bố ở vùng nhiệt đới châu Phi.